# Шашечница аталия
Шашечница аталия, или шашечница Аталия (лат. Melitaea athalia) — вид дневных бабочек рода Шашечницы (Melitaea) семейства Нимфалиды (Nymphalidae).

## Морфология

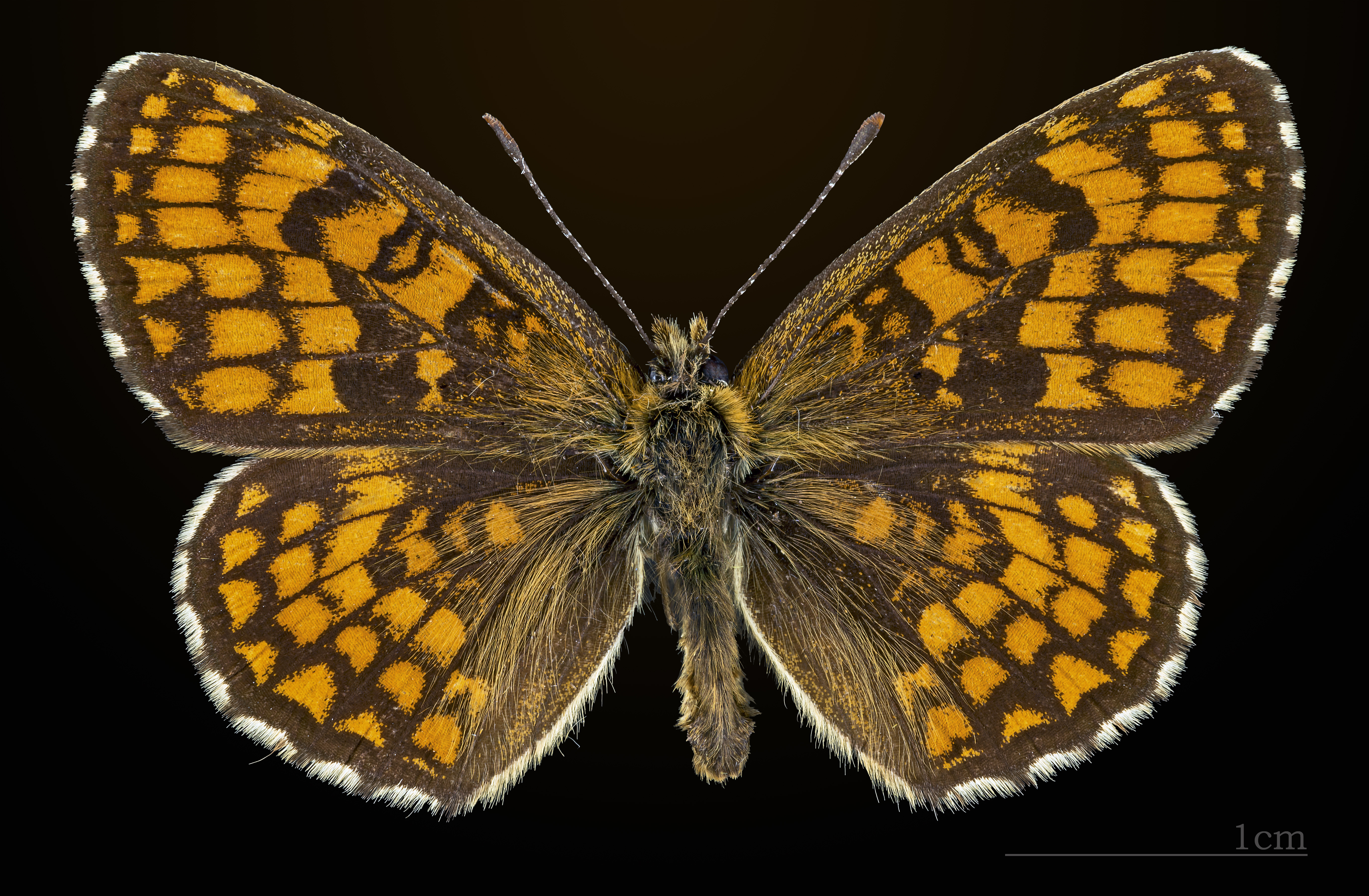
♂
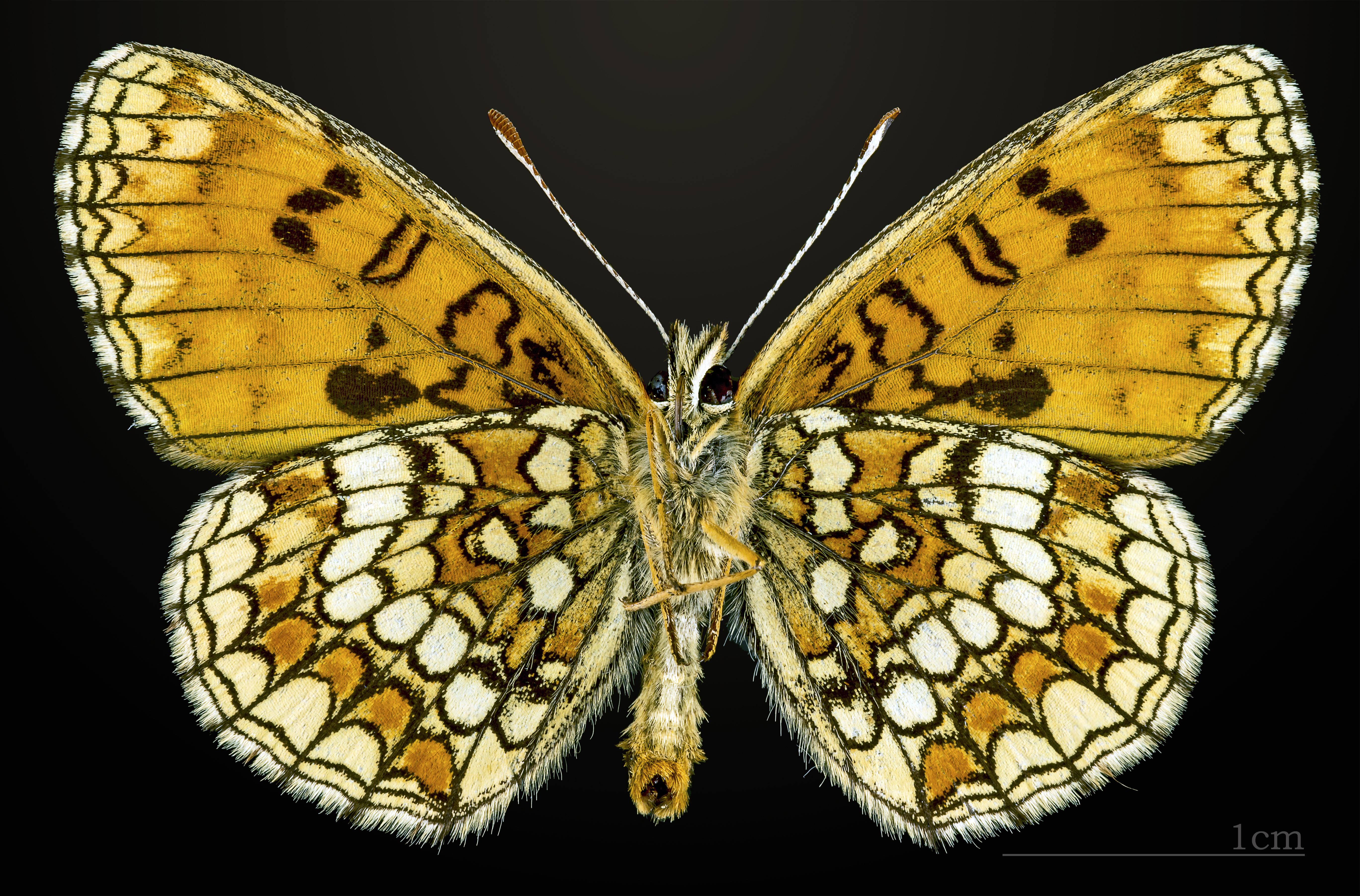
♂ △
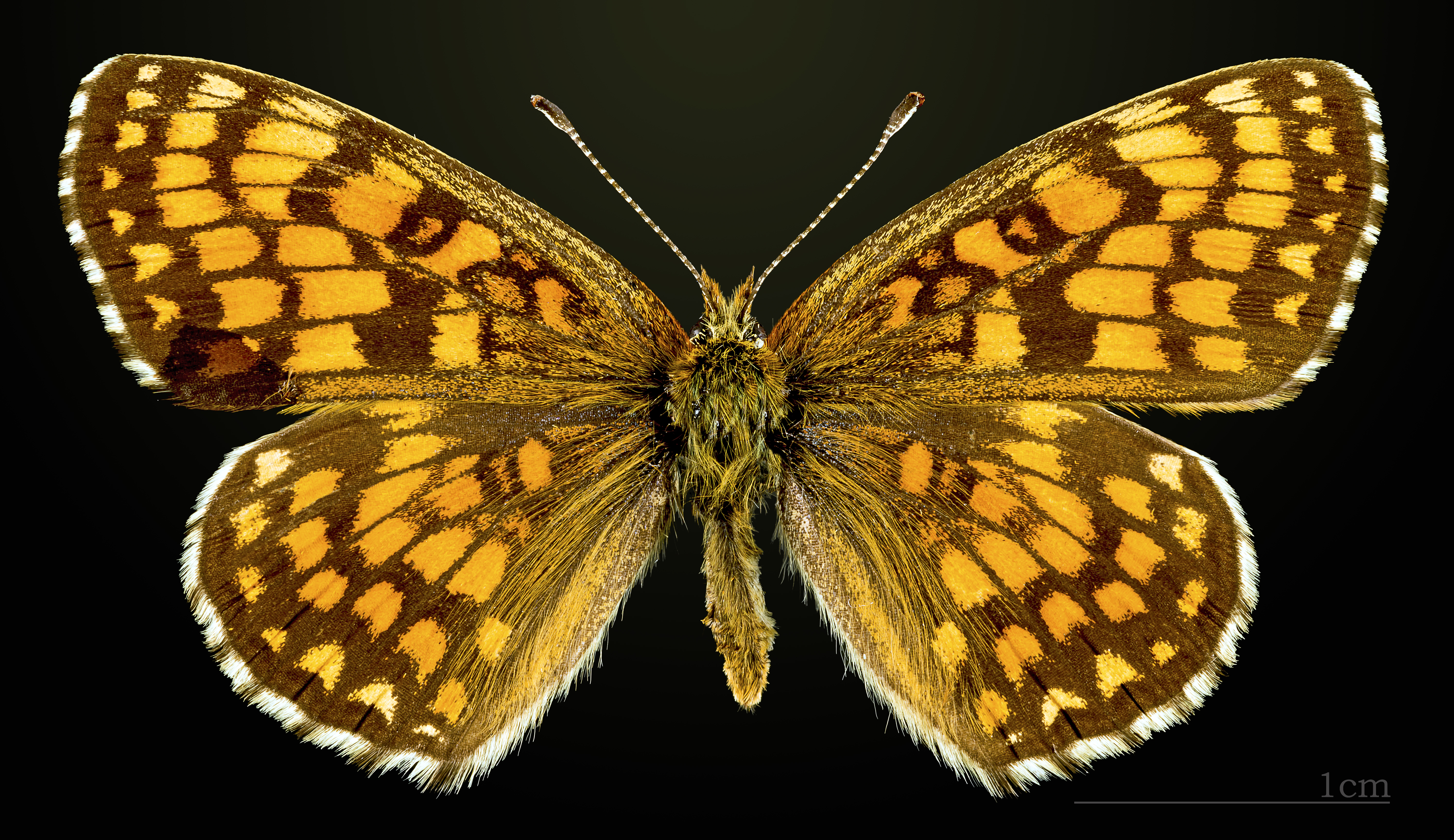
♀
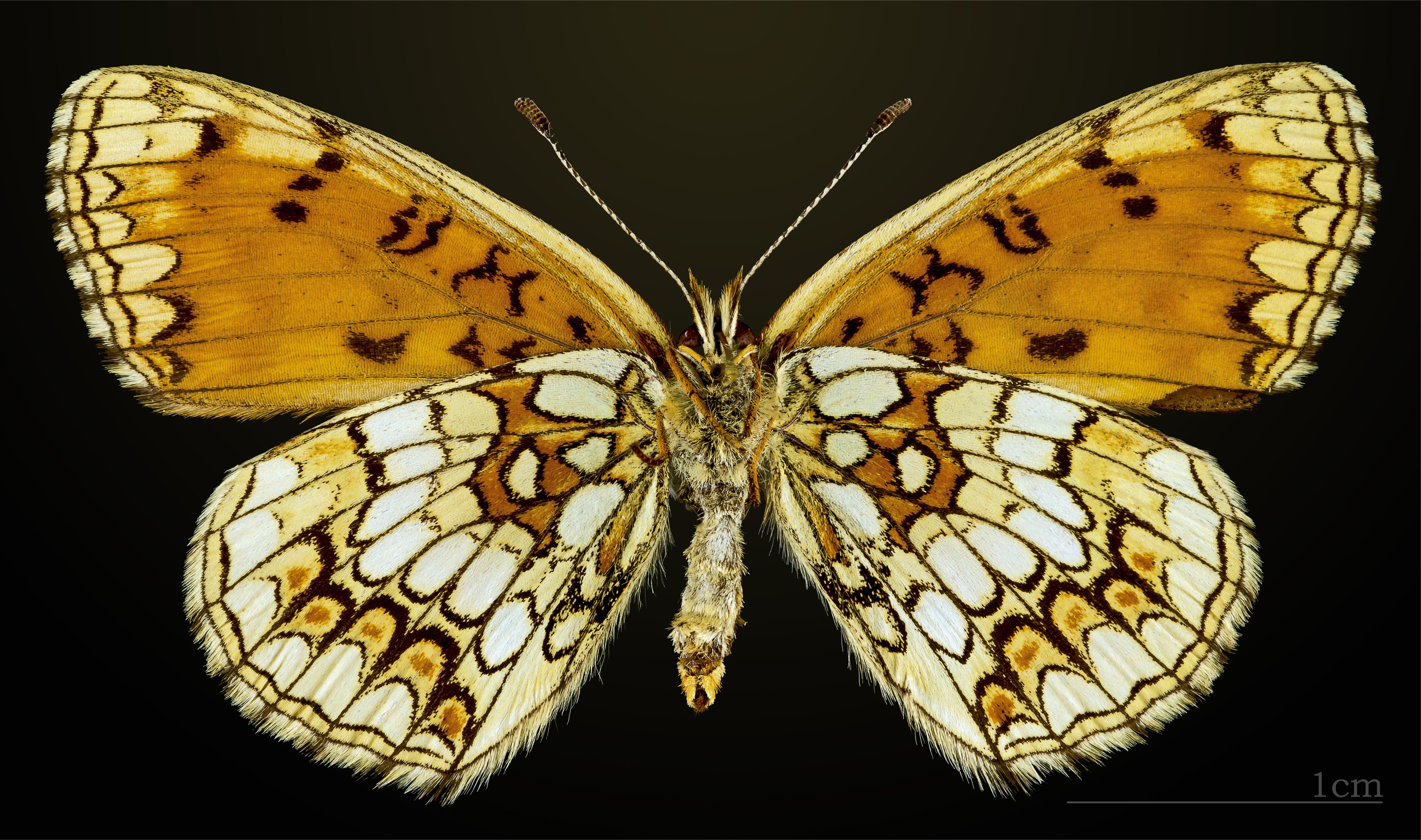
♀ △

Размах крыльев 39—47 мм.

## Распространение
Вид распространён по всему палеарктическому региону, за исключением самых северных территорий и Северной Африки.

В Центральной Европе особенно в Великобритании и Германии, под воздействием антропогенных факторов, популяция этого вида постоянно сокращается, но в глобальном масштабе она в целом стабильна.

## Жизненный цикл

### Яйцо
Самки откладывают яйца партиями на кормовые растения в среднем по 15 штук в группе, в общей сложности одна женская особь может отложит до 150 яиц. Яйца имеют сферическую, немного овальную форму с плоскими основанием, диаметр около 0,5 мм. В первые дни после откладки окраска яиц может варьироваться от тёмных до бледных тонов жёлтого, а за несколько дней до вылупления гусениц цвет яиц приобретает тёмно-серый окрас. Продолжительность созревания яиц составляет 2—3 недели.

### Гусеница
Гусеницы появляются в начале весны. Длина взрослой гусеницы 22—25 мм. Окраска тела в основном чёрная с мелкими бледно-серыми пятнами, и шиповидными наростами бледно-жёлто-оранжевого цвета. Гусеницы предпочитают одиночный образ жизни, и лишь изредка концентрируются небольшими группами по 15—20 особей на одном растении.

### Куколка
Длина полностью сформировавшейся куколки 12.4—12.8 мм. Окраска белая с чёрными и оранжево-коричневыми пятнами. Куколки обычно расположены близко к земле или под опавшими листьями.

### Имаго
Бабочки летают с средины мая по август, но существенное влияние на продолжительность периода лёта оказывает географическое расположение места обитания.

## Экология

### Среда обитания
В основном предпочитают местность с обильной и разнообразной травянистой растительностью, например, луга, пастбища, но также встречаются в местах с наличием кустарника и молодой порослью леса.

### Кормовые растения
Рацион гусениц этого вида во многом зависит от географического расположения участка ареала.
В странах Европы это:
- Melampyrum pratense
- Digitalis purpurea
- Plantago lanceolata
- Veronica chamaedryas
- Plantago major
- Veronica hederifolia
- Veronica serpyllifolia
- Achillea millefolium
- Plantago alpina
- Veronica montana
- Veronica officinalis
- Veronica spicata
- Melampyrum sylvaticum
- Digitalis ferruginea
- Digitalis lutea
- Linaria vulgaris

## Подвиды
Вид включает в себя следующие подвиды:
- Melitaea athalia athalia (Rottemburg, 1775) — широко распространён в Европе, на Кавказе, в Закавказье и Западной Сибири[6]
- Melitaea athalia baikalensis (Bremer, 1861) — с юга Сибири до Амура[5]
- Melitaea athalia celadussa (Fruhstorfer, 1910)
- Melitaea athalia dictynnoides (Hormuzaki, 1898) —  Юго-Западная Европа[5]
- Melitaea athalia hyperborea Dubatolov, 1997 — Магадан и Камчатка[5]
- Melitaea athalia lucifuga (Fruhstorfer, 1917) — Юго-Восточная Европа[5]
- Melitaea athalia norvegica (Aurivillius, 1888) — Utsjoki[5]
- Melitaea athalia reticulata Higgins, 1955 — Алтай[5]

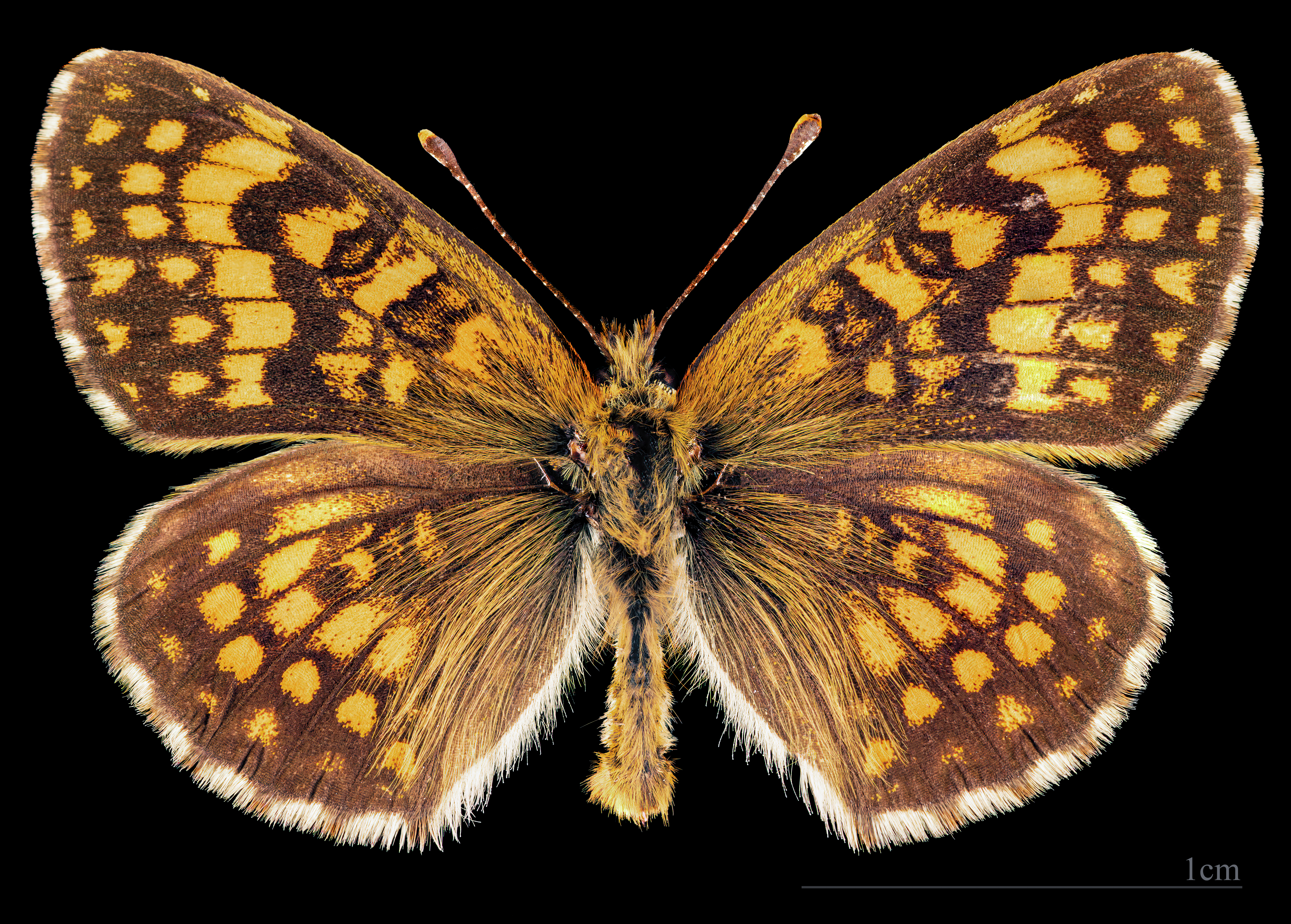
♂
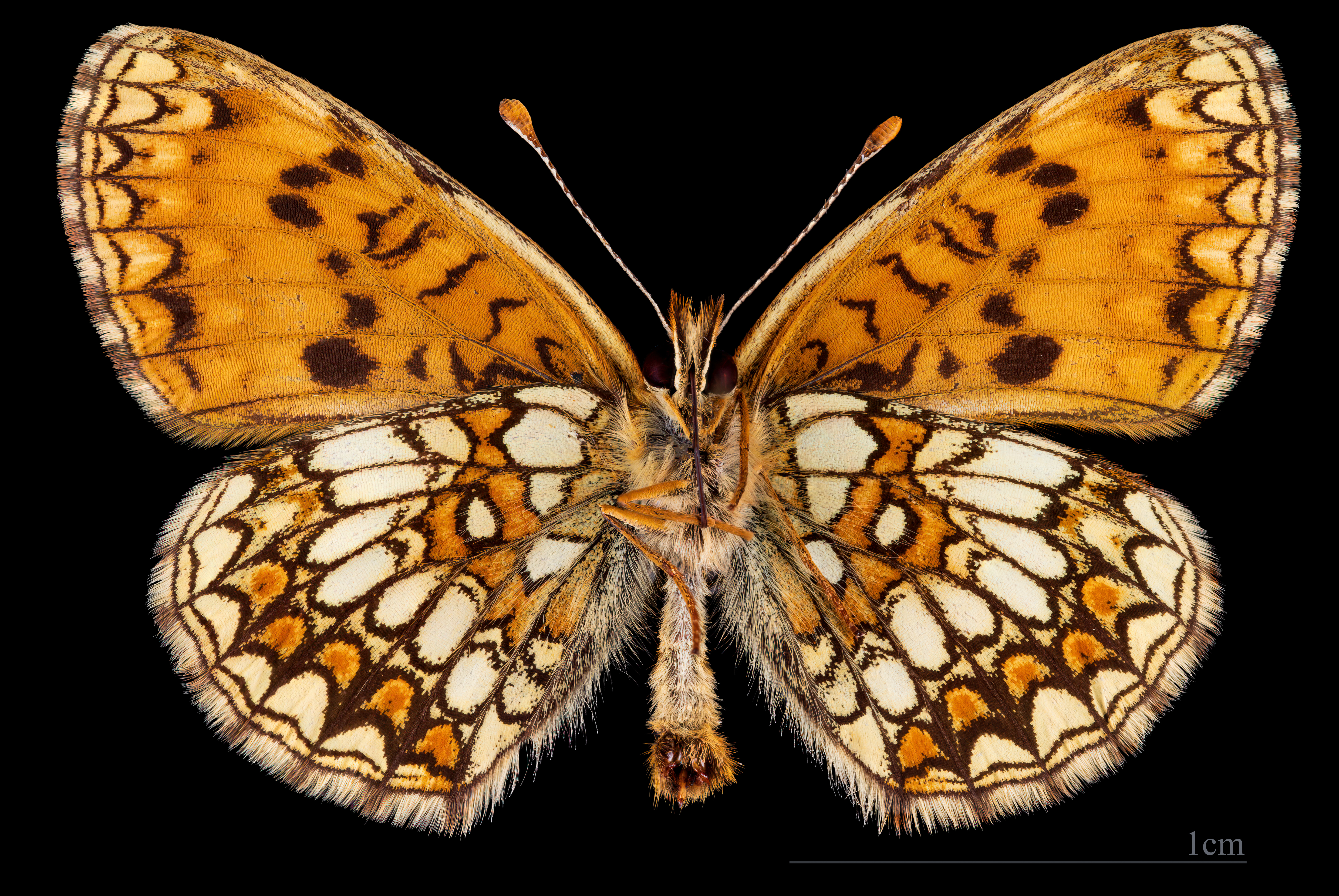
♂ △
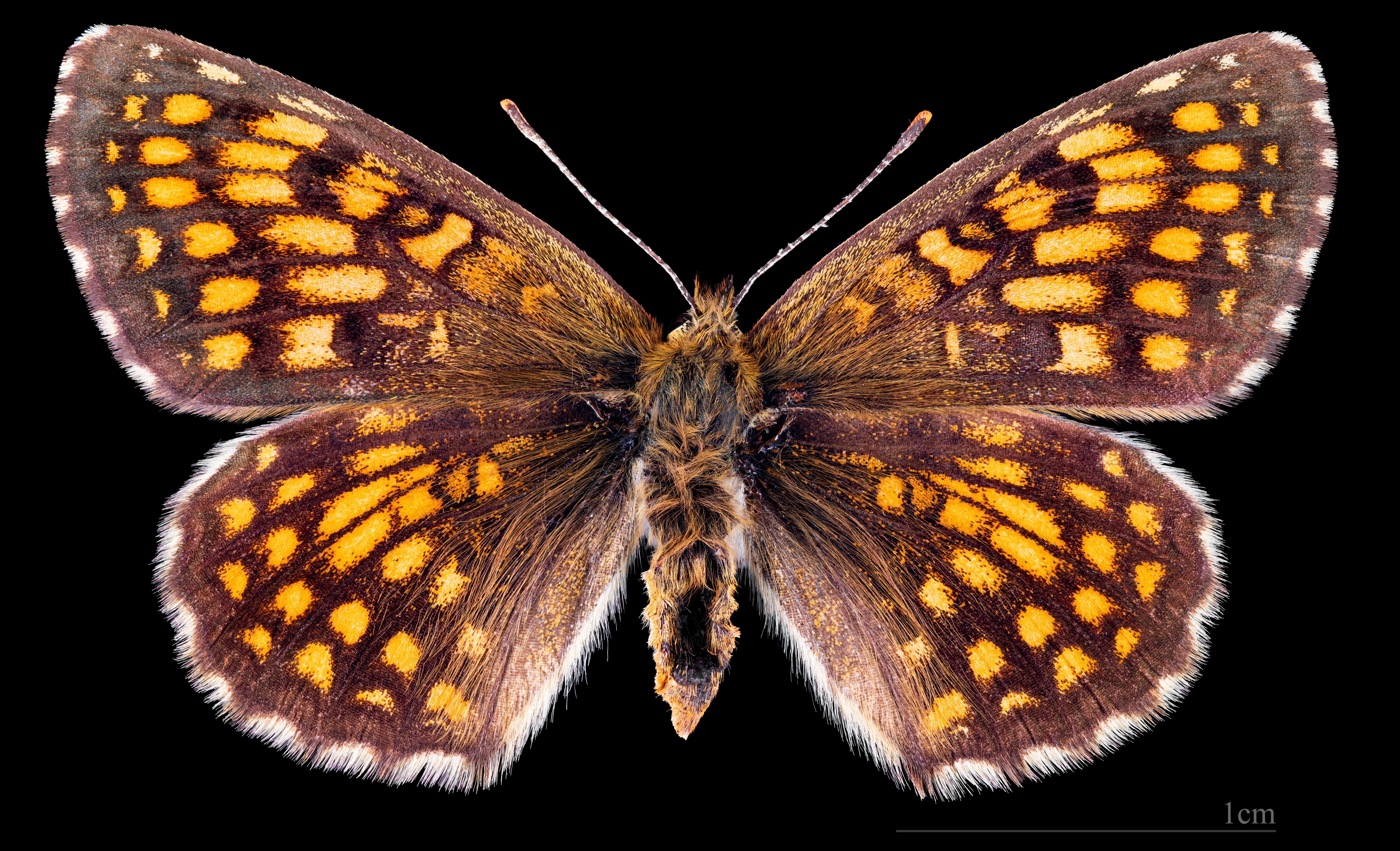
♀
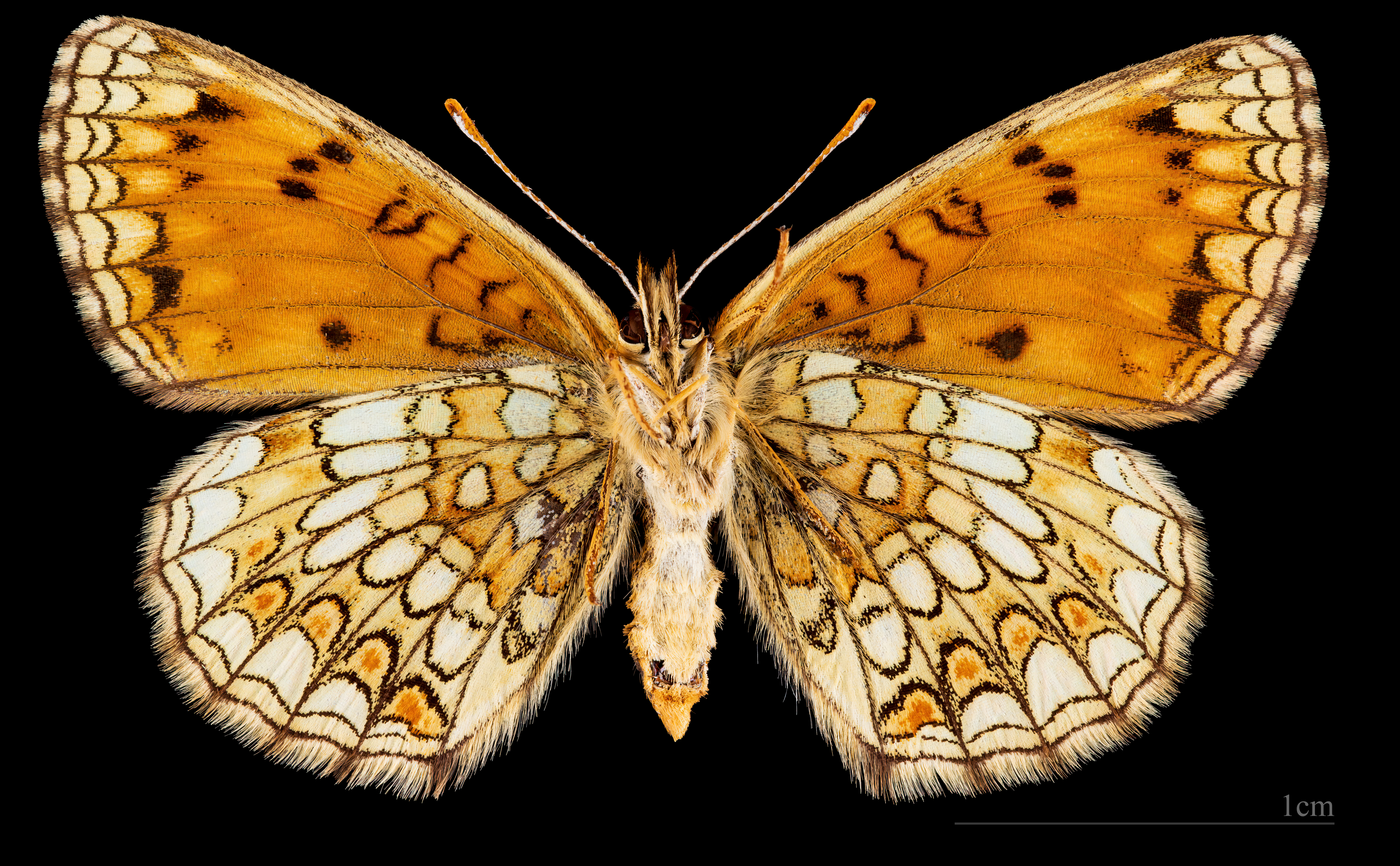
♀ △

Melitaea athalia celadussa